# The Ancient Art of War
The Ancient Art of War – jedna z pierwszych taktycznych gier RTS w historii gier komputerowych. Została stworzona przez firmę Evryware i wydana przez Brøderbund Software na różne komputery domowe, w tym PC, Apple II i Amstrad CPC. Gra doczekała się dwóch kontynuacji: The Ancient Art of War at Sea i The Ancient Art of War in the Skies.

## Rozgrywka
Gra nawiązuje tytułem do Sztuki wojennej Sun Zi. Jest to jeden z pierwszych RTS-ów, w którym gracz dowodzi swoimi jednostkami, a jego głównym zadaniem jest pokonanie przeciwnika i podbicie całego terytorium. Na mapie głównej dowodzi się całymi grupami przedstawionymi w postaci jednostek-ikonek. Kiedy dwie grupy się zaatakują, gra uruchamia specjalne pole – podgląd bitwy, na nim można wydawać bojowe rozkazy dla poszczególnych grup. Możliwe jest też pozostawienie rozegrania bitwy komputerowi – wynik zależy od proporcji sił walczących oddziałów (liczebności i kondycji). Gracz ma do dyspozycji 3 typy jednostek bojowych, są to rycerze, barbarzyńcy, i łucznicy. Działają oni na zasadach „papier-kamień-nożyce” – rycerze biją barbarzyńców, barbarzyńcy łuczników, a łucznicy pokonują rycerzy. 

## Odbiór gry
Gra spotkała się z ciepłym przyjęciem recenzentów, którzy wskazywali na jej znaczącą rolę – portal GameSpy umieścił ją na 10. miejscu najlepszych gier komputerowych na PC lat 80.